# Ejner
 "Einar" omdirigeres hertil. For den svenske rapper, se Einár.
Ejner er et drengenavn, der er fællesnordisk og betyder "djærv" eller "dristig". Det modsvarer det islandske ord "einheri", der betyder "den, der kæmper alene".
Navnet findes med i/j og e/a, så følgende varianter findes på dansk: Einer, Ejnar og Einar. I alt findes der omkring seks tusinde personer med navnet i år 2002 ifølge Danmarks Statistik.

## Kendte personer med navnet
- Einár, svensk rapper (2002-2021)
- Einar Aggerholm, dansk bokser og EM-udfordrer
- Ole Einar Bjørndalen, norsk skiskytte.
- Einar Enemark, dansk rapper kendt fra MC Einar.
- Ejner Federspiel, dansk skuespiller.
- Einar Gerhardsen, norsk politiker.
- Einar Már Gudmundsson, islandsk forfatter.
- Ejnar Hertzsprung, dansk kemiker og astronom.
- Einar Holbøll, dansk postmester og ophavsmand til julemærket.
- Ejner Johansson, dansk kunsthistoriker og filminstruktør.
- Einar Tambeskælver, norsk lensmand fra det 10. eller 11. århundrede.

## Navnet anvendt i fiktion
- Einer Tambeskielver er titlen på et skuespil af Johan Nordahl Brun fra 1772 (om Einar Tambeskælver).